# ノース・サンダー演習
ノース・サンダー演習（ノース・サンダーえんしゅう、アラビア語: مناورات رعد الشمال Munāwarāt Raʿad aš-Šamāl ムナーワラート・ラアド・アッ＝シャマール、英語: Exercise North Thunder）は、サウジアラビア王国で開催され約20ヶ国のアラブ・イスラーム諸国が参加した合同軍事演習である。2016年の2月から3月にかけて、特にアラブ首長国連邦、トルコ、エジプト、バーレーン、スーダン、ヨルダン、パキスタン、カタール、クウェート、モロッコ、チャド、コモロ、チュニジア、オマーン、マレーシア、イエメンなどが参加した。

## 目的
本演習は中東・北アフリカ地域、特にシリアにおいて、複数で行動する部隊の技術と戦闘能力の向上、および兵站と合同安全保障・安定作戦を実施するに当たっての即応率の改善を目的としている。アラブ連合軍のスポークスマンを務めるアフマド・アッ＝スィーリーは、この演習の目的は最高レベルの戦争準備、専門技術の交換、および21の参加国間における協調の向上を達成することである、と言った。

## 参加人員、兵器
非公式の情報源によると、軍人およそ15万人、軍用機2540、戦車2万、ヘリコプター460が、中東・北アフリカ地域で史上最大規模となる本軍事演習に参加する予定であるとのこと。
ジェーン・ディフェンス・ウィークリー（JDW）は、複数の公式発表によると、本演習は1999年にエジプトで開催され11ヶ国から成る軍勢およそ7万3000が参加した軍事演習ブライト・スター2000よりも小規模であると見られると言及した。